# خاتون أباد مهيمي (جهاد أباد كرمان)
خاتون أباد مهیمي (بالفارسية: خاتون‌آباد مهیمی) هي قرية تقع في إيران في البلدة المركزية. يقدر عدد سكانها بـ 13 نسمة .